# Діґна Кетелар
Діґна Кетелар (нід. Digna Ketelaar; нар. 13 серпня 1967) — колишня нідерландська тенісистка.
Найвищу одиночну позицію світового рейтингу — 258 місце досягла 2 березня 1987, парну — 174 місце — 21 грудня 1986 року.
Здобула 1 парний титул туру ITF.

## Фінали ITF у парному розряді (1–2)
| Легенда          |
| ---------------- |
| турніри $100,000 |
| турніри $75,000  |
| турніри $50,000  |
| турніри $25,000  |
| турніри $10,000  |

| Фінали за покриттям |
| ------------------- |
| Тверде (0–1)        |
| Ґрунт (0–0)         |
| Трава (1–0)         |
| Килим (0–1)         |

| Результат | Ранг | Дата              | Турнір                   | Покриття  | Партнерка         | Суперниці                    | Рахунок       |
| --------- | ---- | ----------------- | ------------------------ | --------- | ----------------- | ---------------------------- | ------------- |
| Перемога  | 1.   | 28 квітня 1986    | Саттон, Велика Британія  | Трава     | Сьюзен Пендо      | Аннелі Б'єрк Лоне Ванборґ    | 7–6, 6–0      |
| Поразка   | 1.   | 16 червня 1986    | Феєтвілл, США            | Тверде    | Теміс Замбржицькі | Карін Баккум Манон Боллеграф | 3–6, 6–7(3–7) |
| Поразка   | 2.   | 17 листопада 1986 | Кройдон, Велика Британія | Килим (i) | Сімоне Шилдер     | Валда Лейк Клер Вуд          | 6–7, 6–2, 5–7 |